# Vaughn Jefferis
Vaughn Fraser Jefferis (ur. 20 maja 1961) – nowozelandzki jeździec sportowy, brązowy medalista olimpijski z Atlanty. 
Sukcesy odnosił we Wszechstronnym Konkursie Konia Wierzchowego. W 1996 trzecie miejsce zajął w konkursie drużynowym, startował na koniu Bounce. Drużynę tworzyli ponadto Blyth Tait, Andrew Nicholson i Vicky Latta. W 2000 Nowozelandczycy z nim w składzie zajęli ósme miejsce. Brał udział w trzech edycjach mistrzostw świata. Indywidualnie zdobył złoto w 1994, w drużynie triumfował w 1998.